# Pedraza (kommun)
Pedraza är en kommun i Spanien.   Den ligger i provinsen Provincia de Segovia och regionen Kastilien och Leon, i den centrala delen av landet, 80 km norr om huvudstaden Madrid. Antalet invånare är 461. Arean är 32 kvadratkilometer.
Terrängen i Pedraza är huvudsakligen lite kuperad.